# Арсеньев, Михаил Андреевич
Михаи́л Андре́евич Арсе́ньев 1-й (1780—1838) — генерал-майор русской императорской армии, герой Отечественной войны 1812 года.

## Биография
Родился в 1780 году. Происходил из дворян Тульской губернии — сын богородицкого уездного судьи Андрея Сергеевича Арсеньева.
В 1791 году был записан вахмистром в Конный лейб-гвардии полк. В июне 1796 года поступил на действительную службу и 19 ноября был зачислен рядовым в Кавалергардский полк; 17 сентября 1797 года стал унтер-офицером, в ноябре, при расформировании кавалергардских эскадронов вернулся в конную гвардию; с 11 июня 1799 года — корнет, с 1801 года — поручик, с 1802 — штаб-ротмистр, с 1804 — ротмистр, с 12 августа 1807 года — полковник.

С 6 мая 1811 года по 6 февраля 1813 — и.о командира лейб-гвардии Конного полка. Участвовал в Отечественной войне 1812 года — в сражениях под Витебском, Смоленском; отличился в сражении при Бородино. За проявленное мужество 21 ноября был награждён орденом Св. Георгия IV класса № 1088 
в воздаяние ревностной службы и отличия, оказанного в сражении против французских войск 1812 года августа 26 при селе Бородине, где, выстроив под картечными выстрелами л.-гв. Конный полк, с примерным мужеством напал на неприятеля и опрокинул оного, причем получил контузию от ядра в левое плечо.
Затем участвовал в боях под Тарутином, Малоярославцем, Красным. С 26 декабря 1812 года, «за отличие в сражении» — Генерал-майор.
С 6 февраля 1813 года — командир лейб-гвардии Конного полка и с 4 октября, не сдавая командования полком — начальник 1-й бригады 1-й гвардейской кирасирской дивизии.
В заграничных походах русской армии отличился в сражениях под Кульмом (награждён орденом Св. Владимира 3-й степени) и Фер-Шампенуазом (бригада отбила 12 неприятельских орудий). Награждён орденами Св. Анны 1-й степени, австрийским Леопольда 2-й степени, прусским Красного Орла 2-й степени и баварским Максимилиана Иосифа 3-й степени. В 1816 году был награждён знаком отличия прусского Военного ордена Железного Креста (Кульмский крест).
С 16 января 1819 — командир 1-й драгунской дивизии. Был освобождён от должности и «состоял по кавалерии за болезнью» с 23 октября 1823 года. Был членом комитета по разработке кавалерийского устава, занимался вопросами снабжения и взаимодействия с гражданскими властями. В отставку вышел с мундиром и полным пенсионом 30 декабря 1833 года, а 19 февраля 1834 года просил графа А. И. Чернышева ходатайствовать о награждении его следующим чином, но получил отказ.
Скончался 6 (18) ноября 1838 года от воспаления лёгких в своем Тульском имении.
Был женат на Екатерине Семёновне Горленко (1784 — 01.04.1855); брак был бездетным и неудачным. Жена жила отдельно от мужа в своем имении Романовщина Черниговской губернии; умерла от воспаления лёгких в Висбадене и была похоронена в Париже на кладбище Монмартр.